# Шутова, Фелицата Яковлевна
Фелицата Яковлевна Шутова (17 января 1915, Рыбницы, Ярославская губерния — 26 августа 1992, Свечкино) — советский передовик производства в сельском хозяйстве, доярка колхоза имени В. И. Ленина Ярославской области. Герой Социалистического Труда (1949).

## Биография
Родилась 17 января 1915 года в селе Рыбницы Даниловского уезда Ярославской губернии (ныне — в Некрасовском районе, Ярославская область) в крестьянской семье.
В 1925 году окончила начальную школу в селе Рыбницы Ярославской области. С 1930 года начала трудовую деятельность колхозницей полеводческой бригады, с 1936 года стала работать дояркой на молочной ферме в колхозе «Красный коллективист» Ярославской области.
В первый же 1936 год Ф. Я. Шутова надоила от каждой коровы по 3000 литров молока. В следующем, 1937 году получила по 3600 литров. Со временем добилась новых успехов в получении молочной продукции.
С 1941 года после начала Великой Отечественной войны, мужа Ф. Я. Шутовой — Павлина Константиновича Шутова призвали в ряды РККА и отправили на фронт, она продолжала работать в военные годы. В 1943 году она надоила от каждой из своих коров по 4000 килограммов молока. В 1944 году вернулся с войны частично парализованным инвалидом её муж — П. К. Шутов, получивший во время боевых действий осколок в позвоночник и Ф. Я. Шутовой пришлось более полугода выхаживать его и восстанавливать к жизни.
1 апреля 1945 года Указом Президиума Верховного Совета СССР «за высокие трудовые достижения и вклад в разгром врага» Фелицата Яковлевна Шутова была награждена Орденом Знак Почёта.
С 1945 по 1948 год, в первые послевоенные годы животноводы колхоза «Красный коллективист» Ярославской области внедряли всё передовое и лучшее, что предлагалось в практике раздоя коров, выращивания племенного молодняка и повышения жирности молока для получения более высоких результатов.
28 июля 1948 года Указом Президиума Верховного Совета СССР «за высокие трудовые достижения» Фелицата Яковлевна Шутова была награждена Орденом Трудового Красного Знамени.
В 1948 году Ф. Я. Шутова надоила от каждой из восьми закрепленных за ней коров в среднем по 5175 литров молока с содержанием 208 килограммов молочного жира.
11 июня 1949 года Указом Президиума Верховного Совета СССР « за получение высокой продуктивности животноводства в 1948 году» Фелицата Яковлевна Шутова была удостоена звания Героя Социалистического Труда с вручением Ордена Ленина и золотой медали «Серп и Молот».
В 1949 году Ф. Я. Шутова повторила свой рекорд, надоив от 10 коров по 5153 килограмма молока с содержанием 209 килограммов жира.
6 сентября 1950 года Указом Президиума Верховного Совета СССР «за выдающиеся трудовые достижения» Фелицата Яковлевна Шутова была награждена вторым Орденом Ленина.
До 1965 года Ф. Я. Шутова продолжала работать дояркой на молочной ферме в колхозе имени В. И. Ильича.
С 1965 года вышла на заслуженный отдых.
Жила в деревне Свечкино Ярославской области. Скончалась 26 августа 1992 года. Похоронена на кладбище села Рыбницы, рядом с мужем — Героем Социалистического Труда П. К. Шутовым.

## Награды
- Медаль «Серп и Молот» (11.06.1949)
- Орден Ленина (11.06.1949, 6.09.1950)
- Орден Трудового Красного Знамени (28.07.1948)
- Орден Знак Почёта (1.04.1945)